# Milton João de Medeiros
Canhotinho (Sao Paulo, Brasil; 15 de julio de 1924 – Sao Paulo, Brasil; 28 de julio de 2008) fue un futbolista de Brasil que jugó en la posición de extremo.

## Carrera
| Periodo   | Club         |
| --------- | ------------ |
| 1943-1953 | SE Palmeiras |
| 1953-1955 | RCF Paris    |

### Selección nacional
Jugó para Brasil en tres partidos de la Copa América 1949 donde anotó un gol y fue campeón del torneo.

## Muerte
Canhotinho murió en la madrugada del 28 de julio de 2008 en su natal Sao Paulo a causa de una fuerte neumonía que le provocó insuficiencia respiratoria a los 84 años.

## Logros

### Club
- Copa Rio: 1951
- Torneio Rio-São Paulo: 1951
- Campeonato Paulista : 1944, 1947, 1950
- Taça Cidade de São Paulo: 1946

### Selección nacional
- Copa América: 1949